# 高知県小学校一覧
高知県小学校一覧（こうちけんしょうがっこういちらん）は、高知県の小学校および義務教育学校（前期課程）の一覧。

## 国立小学校
- 高知大学教育学部附属小学校

## 公立小学校・義務教育学校

### 高知市
- 高知市立はりまや橋小学校
- 高知市立第四小学校
- 高知市立第六小学校
- 高知市立江ノ口小学校
- 高知市立江陽小学校
- 高知市立旭小学校
- 高知市立旭東小学校
- 高知市立潮江小学校
- 高知市立潮江東小学校
- 高知市立小高坂小学校
- 高知市立昭和小学校
- 高知市立秦小学校
- 高知市立初月小学校
- 高知市立横浜小学校
- 高知市立長浜小学校
- 高知市立浦戸小学校
- 高知市立三里小学校
- 高知市立五台山小学校
- 高知市立高須小学校
- 高知市立布師田小学校
- 高知市立一宮小学校
- 高知市立久重小学校
- 高知市立朝倉小学校
- 高知市立鴨田小学校
- 高知市立一ツ橋小学校
- 高知市立朝倉第二小学校
- 高知市立潮江南小学校
- 高知市立大津小学校
- 高知市立介良小学校
- 高知市立神田小学校
- 高知市立泉野小学校
- 高知市立一宮東小学校
- 高知市立十津小学校
- 高知市立横浜新町小学校
- 高知市立介良潮見台小学校
- 高知市立横内小学校
- 高知市立鏡小学校
- 高知市立春野西小学校
- 高知市立春野東小学校
- 高知市立義務教育学校行川学園
- 高知市立義務教育学校土佐山学舎

### 室戸市
- 室戸市立吉良川小学校
- 室戸市立佐喜浜小学校
- 室戸市立羽根小学校
- 室戸市立室戸小学校

### 安芸市
- 安芸市立赤野小学校
- 安芸市立穴内小学校
- 安芸市立安芸第一小学校
- 安芸市立伊尾木小学校
- 安芸市立井ノ口小学校
- 安芸市立土居小学校
- 安芸市立川北小学校
- 安芸市立下山小学校
- 安芸市立東川小学校

### 南国市
- 南国市立稲生小学校
- 南国市立大篠小学校
- 南国市立大湊小学校
- 南国市立岡豊小学校
  - 南国市立岡豊小学校希望ヶ丘分校
- 南国市立久礼田小学校
- 南国市立国府小学校
- 南国市立後免野田小学校
- 南国市立白木谷小学校
- 南国市立十市小学校
- 南国市立長岡小学校
- 南国市立奈路小学校
- 南国市立日章小学校
- 南国市立三和小学校

### 土佐市
- 土佐市立宇佐小学校
- 土佐市立北原小学校
- 土佐市立高石小学校
- 土佐市立高岡第一小学校
- 土佐市立高岡第二小学校
- 土佐市立新居小学校
- 土佐市立波介小学校
- 土佐市立蓮池小学校
- 土佐市立戸波小学校

### 須崎市
- 須崎市立吾桑小学校
- 須崎市立安和小学校
- 須崎市立浦ノ内小学校
- 須崎市立多ノ郷小学校
- 須崎市立上分小学校
- 須崎市立新荘小学校
- 須崎市立須崎小学校
- 須崎市立南小学校

### 宿毛市
- 宿毛市立大島小学校
- 宿毛市立咸陽小学校
- 宿毛市立小筑紫小学校
- 宿毛市立宿毛小学校
- 宿毛市立平田小学校
- 宿毛市立山奈小学校
- 宿毛市立沖の島小学校

### 土佐清水市
- 土佐清水市立足摺岬小学校
- 土佐清水市立清水小学校
- 土佐清水市立三崎小学校

### 四万十市
- 四万十市立大用小学校
- 四万十市立具同小学校
- 四万十市立下田小学校
- 四万十市立竹島小学校
- 四万十市立利岡小学校
- 四万十市立中筋小学校
- 四万十市立中村小学校
- 四万十市立中村南小学校
- 四万十市立東中筋小学校
- 四万十市立東山小学校
- 四万十市立八束小学校
- 四万十市立蕨岡小学校
- 四万十市立西土佐小学校

### 香南市
- 香南市立赤岡小学校
- 香南市立香我美小学校
- 香南市立野市小学校
- 香南市立野市東小学校
- 香南市立佐古小学校
- 香南市立夜須小学校
- 香南市立吉川小学校

### 香美市
- 香美市立香長小学校
- 香美市立片地小学校
- 香美市立楠目小学校
- 香美市立舟入小学校
- 香美市立山田小学校
- 香美市立大宮小学校
- 香美市立大栃小学校

### 安芸郡
- 東洋町立甲浦小学校
- 東洋町立野根小学校
- 奈半利町立奈半利小学校
- 田野町立田野小学校
- 安田町立安田小学校
- 北川村立北川小学校
- 馬路村立馬路小学校
- 馬路村立魚梁瀬小中学校
- 芸西村立芸西小学校

### 長岡郡
- 大豊町立大豊学園
- 本山町立本山小学校
- 本山町立吉野小学校

### 土佐郡
- 土佐町立土佐町小学校
- 大川村立大川小中学校

### 吾川郡
- いの町立川内小学校
- いの町立枝川小学校
- いの町立伊野小学校
- いの町立神谷小学校
- いの町立伊野南小学校
- いの町立吾北小学校
- いの町立長沢小学校
- 仁淀川町立池川小学校
- 仁淀川町立別府小学校
- 仁淀川町立長者小学校

### 高岡郡
- 四万十町立窪川小学校
- 四万十町立仁井田小学校
- 四万十町立影野小学校
- 四万十町立七里小学校
- 四万十町立米奥小学校
- 四万十町立川口小学校
- 四万十町立東又小学校
- 四万十町立北の川小学校
- 四万十町立田野々小学校
- 四万十町立十和小学校
- 中土佐町立久礼小学校
- 中土佐町立上ノ加江小学校
- 中土佐町立大野見小学校
- 佐川町立佐川小学校
- 佐川町立尾川小中学校
- 佐川町立斗賀野小学校
- 佐川町立黒岩小学校
- 越知町立越知小学校
- 檮原町立梼原小中学校
- 津野町立中央小学校
- 津野町立葉山小学校
- 日高村立日下小学校
- 日高村佐川町学校組合立加茂小学校
- 日高村立能津小学校

### 幡多郡
- 大月町立大月小学校
- 三原村立三原小学校
- 黒潮町立田ノ口小学校
- 黒潮町立三浦小学校
- 黒潮町立上川口小学校
- 黒潮町立入野小学校
- 黒潮町立南郷小学校
- 黒潮町立拳ノ川小学校
- 黒潮町立佐賀小学校

## 私立小学校

### 高知市
- 高知小学校
- とさ自由学校